# Lijst van voetbalinterlands Canada - Saint Kitts en Nevis (vrouwen)
Deze lijst van voetbalinterlands is een overzicht van alle officiële voetbalinterlands tussen de nationale vrouwenteams van Canada en Saint Kitts en Nevis. De landen hebben tot nu toe één keer tegen elkaar gespeeld.

## Wedstrijden
| № | Plaats   | Datum           | Competitie                          | Wedstrijd                     | Uitslag |
| - | -------- | --------------- | ----------------------------------- | ----------------------------- | ------- |
| 1 | Edinburg | 29 januari 2020 | Olympische Spelen 2020 kwalificatie | Canada − Saint Kitts en Nevis | 11 − 0  |

## Samenvatting
| Competitie                     | Totaal gespeeld | Winst Canada | Gelijk | Winst Saint Kitts en Nevis | Doelsaldo Canada – Saint Kitts en Nevis |
| ------------------------------ | --------------- | ------------ | ------ | -------------------------- | --------------------------------------- |
| Olympische Spelen kwalificatie | 1               | 1            | 0      | 0                          | 11 − 0                                  |
| Totaal                         | 1               | 1            | 0      | 0                          | 11 − 0                                  |